# Anastasija Šilova
Anastasija Igorevna Šilova (in russo Анастасия Игоревна Шилова?; Krasnojarsk, 10 gennaio 1991) è una cestista russa.

## Carriera
Con la Russia ha disputato due edizioni dei Campionati europei (2019, 2021).